# 성포리층
성포리층(Ksp; Kyeongsang supergroup Seongpori formation, 城浦里層)은 대한민국 경상 분지 남부 거제시에 분포하는 경상 누층군의 퇴적암 지층이다. 이 지층은 거제시 사등면 성포리에서 이름이 유래되었으며 특히 거제 신선대 해안에 성포리층이 대규모로 드러나 있어 이곳에서 성포리층을 자세히 관찰할 수 있다. 

## 암상

### 거제시
거제-율포 지질도폭(1980)에 의하면 성포리층의 하부는 흑색 셰일, 녹회색/암회색 셰일과 회백색/황갈색 사암의 호층으로 구성되고 곳에 따라 불연속적인 역암을 협재하며 층리가 불량하다. 흑색/암회색 셰일에는 담수성 석회암이 협재되어 현저한 층리를 나타낸다. 석회암의 두께는 25 cm에 달하는 곳도 있다. 이러한 암상의 특징으로 보아 성포리층의 하부는 반야월층의 중부에 대비되는 것으로 생각된다. 성포리층의 중상부는 층리가 매우 빈약하고 혼펠스로 변질된 정도가 높다. 성포리층은 거제시 하청면 유계리, 석포리, 덕곡리, 솔병산(437.4 m)과 앵산(513 m), 연초면 한내리 동부와 오비리 서부, 장평동, 사등면 사등리와 성포리 해안가, 청곡리 일부 지역과 연초면 죽토리-수월동-옥포동-아주동-양정동-문동동 경계 지역, 북병산(471.8 m)과 동부면 구천리, 산양리, 부춘리 남동부, 학동리, 남부면 갈곶리 중부와 다포리 서부, 저구리 지역에 분포한다. 성포리층의 혼펠스화는 주변의 화강암류의 영향보다 지층 내에 발달한 단열을 따라 마그마가 주입된 암맥군의 영향이 더 큰 것으로 판단된다. 성포리층 내 3개 층준에는 혼펠스화 되지 않은 퇴적암이 보존되어 있으며 새발자국 화석과 연질변형퇴적구조(soft-sediment defomation structure, SDSS)가 발달한다. 성포리층은 육지상인 고성, 창원 지역의 경상 누층군과 격리되어 있어 명확한 대비가 어려우나 하양층군 함안층 상부에 대비될 것으로 추정된다.
거제 바람의 언덕

### 창원시
진해 지질도폭(2021)에 의하면 창원시 진해구 경화동 북서부에 소규모로 노출되어 있다. 이곳에서 남쪽으로 가면 화강암에 의해 관입당했으나 바다 밑으로 연속되어 해군사관학교 동쪽과 구산면 심리와 진해구 명동의 초리도와 진해구 수도동 산 258의 아랫꼬지섬에서 다시 출현한다. 그리고 진해구 북부동 북동부 능선부와 소사동 북부(불모산 남동부)에도 소규모로 분포한다. 성포리층은 응회질사암과 이암이 교호하며 내부에 처트, 응회질역암과 라필리 응회암이 협재된다. 지층의 두께는 200~400 m이며 초리도를 제외하고는 주변의 심성암 관입으로 대체로 혼펠스화되어 있다. 지층의 주향과 경사는 경화동 북서부에서 북서 5~50° 및 남서 20~35°, 북부동 능선에서 북동 50~70° 및 남동 22~28°이다.
진해구 수도동 산 258의 아랫꼬지섬의 성포리층
- 북위 35° 04′ 59.5″ 동경 128° 44′ 23.4″ / 북위 35.083194°  동경 128.739833°
- 북위 35° 04′ 59.2″ 동경 128° 44′ 23.4″ / 북위 35.083111°  동경 128.739833°

## 거제 신선대
거제 신선대 해안에는 녹회색 사암과 적자색 이암으로 구성된 성포리층 상에 익룡 발자국의 화석과 새발자국, 드물게 용각류의 공룡 발자국 화석이 산출된다. 또한 매우 선명하고 교과서적인 연흔, 건열 퇴적 구조와 퇴적동시성 연질퇴적변형구조(SSDS)가 특징적으로 나타난다. 거제시 남부면 해금강로 110 오른쪽에 주차장이 있고 거제 신선대로 이어지는 나무데크길이 있다. 이 길을 따라 250 m 전진하면 성포리층으로 구성된 거대한 암반이 나타난다. 바다에 인접한 절벽이기 때문에 추락에 주의하여야 한다. 
신선대와 신선대 북서쪽 파식대에서는 공룡 및 새발자국 화석, 해식애, 파식대, 해식동굴, 건열, 연흔, 단층, 타포니 등 다양한 지형 및 지질 유산이 밀집되어 있다. 성포리층 지층 내에는 여러 방향의 절리가 발달하고 있어 층리와 절리가 서로 교호하며, 적색의 이암층에서 반복적으로 선명한 연흔과 건열이 출현한다. 특히 건열이 지표에 노출된 후 이암이 먼저 침식되어 날아가고 균열 구조를 메웠던 사질 암상이 잔존하여 마치 와플 과자와 같은 다각형 돌출 구조를 보이게 되었다. 북서쪽 파식대의 성포리층에는 조각류와 용각류 및 익룡의 발자국 화석이 발달하나 침식과 풍화로 인해 식별하기 힘들다. 신재열 외(2022)는 거제 신선대의 지질과 해안지형 경관을 조사하고 갈곶 지오트레일 개발을 제안하였다.

### 사진
거제 신선대 (사진의 자는 30 cm 길이)
- 거제 신선대 입구의 안내 표지판
- 신선대로 이어지는 나무데크길
북위 34° 44′ 21.0″ 동경 128° 39′ 45.2″ / 북위 34.739167°  동경 128.662556°
- 추락주의 표지판과 절벽
북위 34° 44′ 16.5″ 동경 128° 39′ 45.6″ / 북위 34.737917°  동경 128.662667°
- 안산암질 암맥
북위 34° 44′ 16.7″ 동경 128° 39′ 45.7″ / 북위 34.737972°  동경 128.662694°
- 미세 연흔 구조
북위 34° 44′ 17.0″ 동경 128° 39′ 45.7″ / 북위 34.738056°  동경 128.662694°
- 퇴적암을 관입한 암맥
북위 34° 44′ 16.9″ 동경 128° 39′ 45.6″ / 북위 34.738028°  동경 128.662667°
- 북위 34° 44′ 16.9″ 동경 128° 39′ 45.7″ / 북위 34.738028°  동경 128.662694°
- 북위 34° 44′ 16.9″ 동경 128° 39′ 45.7″ / 북위 34.738028°  동경 128.662694°
- 북위 34° 44′ 16.7″ 동경 128° 39′ 46.1″ / 북위 34.737972°  동경 128.662806°
- 암맥 구조
북위 34° 44′ 16.9″ 동경 128° 39′ 46.5″ / 북위 34.738028°  동경 128.662917°
- 건열 구조
북위 34° 44′ 17.0″ 동경 128° 39′ 46.5″ / 북위 34.738056°  동경 128.662917°
- 북위 34° 44′ 17.0″ 동경 128° 39′ 46.9″ / 북위 34.738056°  동경 128.663028°
- 북위 34° 44′ 18.6″ 동경 128° 39′ 45.9″ / 북위 34.738500°  동경 128.662750°
- 절리 구조
북위 34° 44′ 17.4″ 동경 128° 39′ 47.5″ / 북위 34.738167°  동경 128.663194°
- 연흔 구조
북위 34° 44′ 17.4″ 동경 128° 39′ 47.4″ / 북위 34.738167°  동경 128.663167°
- 북위 34° 44′ 23.4″ 동경 128° 39′ 40.3″ / 북위 34.739833°  동경 128.661194°
- 넓은 층리면과 층리
북위 34° 44′ 17.1″ 동경 128° 39′ 47.1″ / 북위 34.738083°  동경 128.663083°
- 선명한 연흔 구조
북위 34° 44′ 17.9″ 동경 128° 39′ 46.2″ / 북위 34.738306°  동경 128.662833°
- 바위 위 건물은 파라다이스 별장마을펜션(거제시 남부면 해금강로 98-5)
북위 34° 44′ 17.5″ 동경 128° 39′ 46.0″ / 북위 34.738194°  동경 128.662778°
- 북위 34° 44′ 20.9″ 동경 128° 39′ 42.3″ / 북위 34.739139°  동경 128.661750°
- 자색층과 회색층의 교호
북위 34° 44′ 20.9″ 동경 128° 39′ 42.1″ / 북위 34.739139°  동경 128.661694°
- 선명한 건열 구조
북위 34° 44′ 21.4″ 동경 128° 39′ 46.7″ / 북위 34.739278°  동경 128.662972°
- 자색층과 회색층의 교호
북위 34° 44′ 21.2″ 동경 128° 39′ 41.4″ / 북위 34.739222°  동경 128.661500°
- 규모가 큰 건열구조로 쪼개진 빈틈을 채운 사질 부분이 풍화에 강해 마치 와플 과자와 같이 위로 돌출되어 있다.
북위 34° 44′ 23.3″ 동경 128° 39′ 39.3″ / 북위 34.739806°  동경 128.660917°
- 북위 34° 44′ 20.8″ 동경 128° 39′ 40.6″ / 북위 34.739111°  동경 128.661278°
- 북위 34° 44′ 22.3″ 동경 128° 39′ 47.4″ / 북위 34.739528°  동경 128.663167°
- 북위 34° 44′ 21.1″ 동경 128° 39′ 40.3″ / 북위 34.739194°  동경 128.661194°
- 북위 34° 44′ 21.7″ 동경 128° 39′ 46.5″ / 북위 34.739361°  동경 128.662917°
- 연흔과 건열이 동시에 나타난다.
북위 34° 44′ 22.0″ 동경 128° 39′ 42.1″ / 북위 34.739444°  동경 128.661694°
- 북위 34° 44′ 21.2″ 동경 128° 39′ 39.2″ / 북위 34.739222°  동경 128.660889°
- 북위 34° 44′ 21.8″ 동경 128° 39′ 47.3″ / 북위 34.739389°  동경 128.663139°
- 연흔과 건열이 동일 층준에서 나타난다. 연흔이 먼저 생성된 후 건열이 생긴 것으로 추정된다.
북위 34° 44′ 21.9″ 동경 128° 39′ 42.0″ / 북위 34.739417°  동경 128.661667°
- 연흔과 건열이 동시에 나타난다.
북위 34° 44′ 21.9″ 동경 128° 39′ 41.9″ / 북위 34.739417°  동경 128.661639°
- 연흔과 건열이 동시에 나타난다.
북위 34° 44′ 21.9″ 동경 128° 39′ 41.9″ / 북위 34.739417°  동경 128.661639°
- 층리면 전반에 걸쳐 연흔이 나타난다.
북위 34° 44′ 22.0″ 동경 128° 39′ 41.6″ / 북위 34.739444°  동경 128.661556°

## 최정남·강연정 부부간첩 사건
최정남·강연정 부부간첩 사건 당시 최정남, 강연정 두 간첩은 성포리층 암석이 드러난 거제시 남부면 갈곶리 해안에 상륙한 후 내륙으로 침투했다. (아래 3번째 사진 참고)
최정남·강연정 부부간첩 사건 당시 간첩 침투지역의 성포리층

## 같이 보기
- 경상 누층군
- 거제 신선대
- 거제 해금강
- 거제시의 지질
- 연흔과 건열